# 22936 Рікмакатчен
22936 Рікмакатчен (22936 Ricmccutchen) — астероїд головного поясу, відкритий 10 жовтня 1999 року.
Тіссеранів параметр щодо Юпітера — 3,297.